# Maria Kulik (polityk)
Maria Kulik (ur. 22 grudnia 1938 w Sokołowie) – polska szwaczka i polityk, posłanka na Sejm PRL IX kadencji.

## Życiorys
Ukończyła Technikum Odzieżowe. Pracowała jako szwaczka, następnie brygadzistka i mistrz szwalni, po czym została kierownikiem wydziału szwalni w Zakładach Przemysłu Odzieżowego „Goflan” w Gubinie. Pełniła funkcje I sekretarza Podstawowej Organizacji Partyjnej Polskiej Zjednoczonej Partii Robotniczej oraz wiceprzewodniczącej Zarządu Miejskiego Ligi Kobiet Polskich. W latach 1985–1989 pełniła mandat posłanki na Sejm PRL IX kadencji z okręgu Zielona Góra. Zasiadała w Komisji Prac Ustawodawczych oraz w Komisji Nadzwyczajnej do rozpatrzenia projektów ustaw zmieniających przepisy dotyczące rad narodowych i samorządu terytorialnego.